# Cándida (novela)
Cándida es una novela de la escritora Isabel Lizarraga que narra los inicios del movimiento feminista en España a través de sus protagonistas. Ha sido finalista del Premio Delta de Narrativa para Mujeres.

## Sinopsis
El libro comienza el 15 de septiembre de 1918, cuando la protagonista —el personaje de ficción Cándida Sanz Pedriza— aguarda en la antigua estación del ferrocarril de Logroño (La Rioja) para tomar un tren con destino a Madrid.
Maestra de profesión, Cándida viaja como corresponsal del Diario La Rioja para informar a sus lectoras de las novedades que sucedan en Madrid para la sección Los Jueves de la Mujer.
Allí conoce a María Lejárraga, natural como Cándida Sanz Pedriza de San Millán de la Cogolla (La Rioja), y a las mujeres que protagonizaron el nacimiento del movimiento feminista en España y de las primeras asociaciones de mujeres: la Unión de Mujeres de España, la Acción Católica de la Mujer y la Asociación Nacional de Mujeres de España. Así, por la novela desfilan Lilly Rose, marquesa del Ter; Carmen de Burgos, Colombine; Clara Campoamor, Celsia Regis, Isabel Oyarzábal, Magda Donato, María Espinosa de los Monteros, entre otras.
La novela transcurre entre 1918-1920 y la actualidad en tres ciudades: Madrid, principalmente, Logroño y Ginebra. En la capital suiza tuvo lugar el VIII Congreso de la Alianza Internacional para el Sufragio de la Mujer, cuyas sesiones se narran en el libro. Está dividida en cuatro partes -Crónica de un amanecer, El diario olvidado de la marquesa del Ter, Fulgor opaco de mediodía y La sonrisa triste- más un epílogo (Cola de cometa).